# كزافييه بوفوا
كزافييه بوفوا (بالفرنسية: Xavier Beauvois)‏ هو كاتب سيناريو ومخرج وممثل فرنسي، ولد في 20 مارس 1967 بأوشيل في فرنسا.

## أعمال

### أفلام
- (1995) لا تنسى أنك ستموت
- (1999) ريح الليلة
- (2005) الملازم الشاب[6]
- (2010) من الآلهة والرجال
- (2011)  ذكريات من منزل الدعارة[7]
- (2012) وداعا ملكتي[8]
- (2016) شوكولا[9][10][11]

## وصلات خارجية
- كزافييه بوفوا على موقع IMDb (الإنجليزية)
- كزافييه بوفوا على موقع مونزينجر (الألمانية)
- كزافييه بوفوا على موقع قاعدة بيانات الأفلام العربية
- كزافييه بوفوا على موقع ألو سيني (الفرنسية)
- كزافييه بوفوا على موقع أول موفي (الإنجليزية)
- كزافييه بوفوا على موقع قاعدة بيانات الأفلام السويدية (السويدية)
- كزافييه بوفوا على موقع قاعدة بيانات الفيلم (الإنجليزية)
- كزافييه بوفوا على موقع كينوبويسك (الروسية)